# CH Весов
CH Весов (лат. CH Librae) — одиночная переменная звезда в созвездии Весов на расстоянии (вычисленном из значения параллакса) приблизительно 7403 световых лет (около 2270 парсеков) от Солнца. Видимая звёздная величина звезды — от +14,6m до +13,6m.

## Характеристики
CH Весов — эруптивная неправильная переменная звезда (I).